# Coubeyrac
Coubeyrac is een gemeente in het Franse departement Gironde (regio Nouvelle-Aquitaine) en telt 103 inwoners (2009). De plaats maakt deel uit van het arrondissement Libourne.

## Geografie
De oppervlakte van Coubeyrac bedraagt 5,7 km², de bevolkingsdichtheid is dus 18,1 inwoners per km².
De onderstaande kaart toont de ligging van Coubeyrac met de belangrijkste infrastructuur en aangrenzende gemeenten.

## Demografie
Onderstaande figuur toont het verloop van het inwonertal (bron: INSEE-tellingen).